# Tallmalmätare
Tallmalmätare (Eupithecia indigata) är en fjärilsart som beskrevs av Jacob Hübner. Tallmalmätare ingår i släktet Eupithecia och familjen mätare. Arten är reproducerande i Sverige. Inga underarter finns listade i Catalogue of Life.

## Bildgalleri

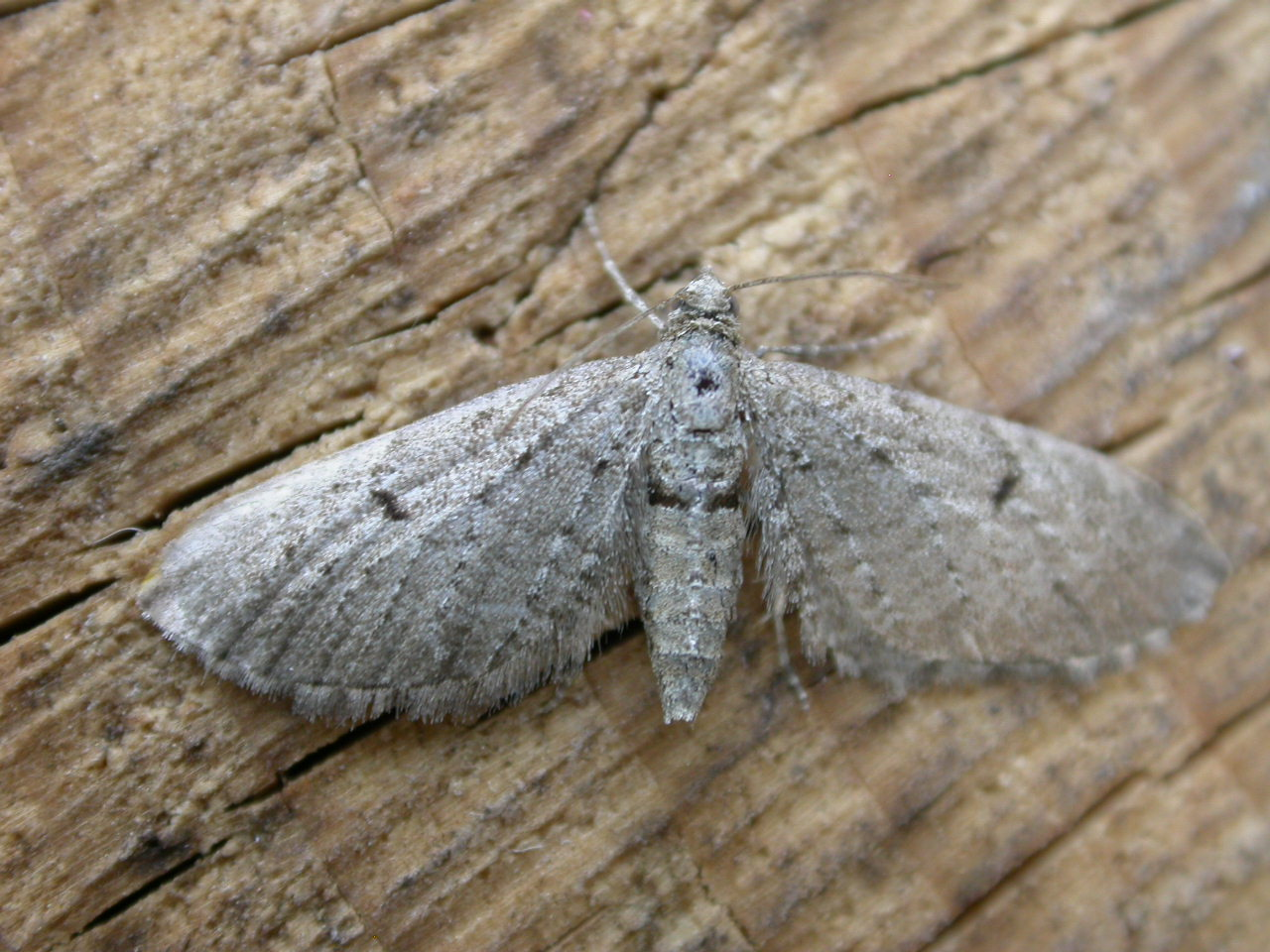
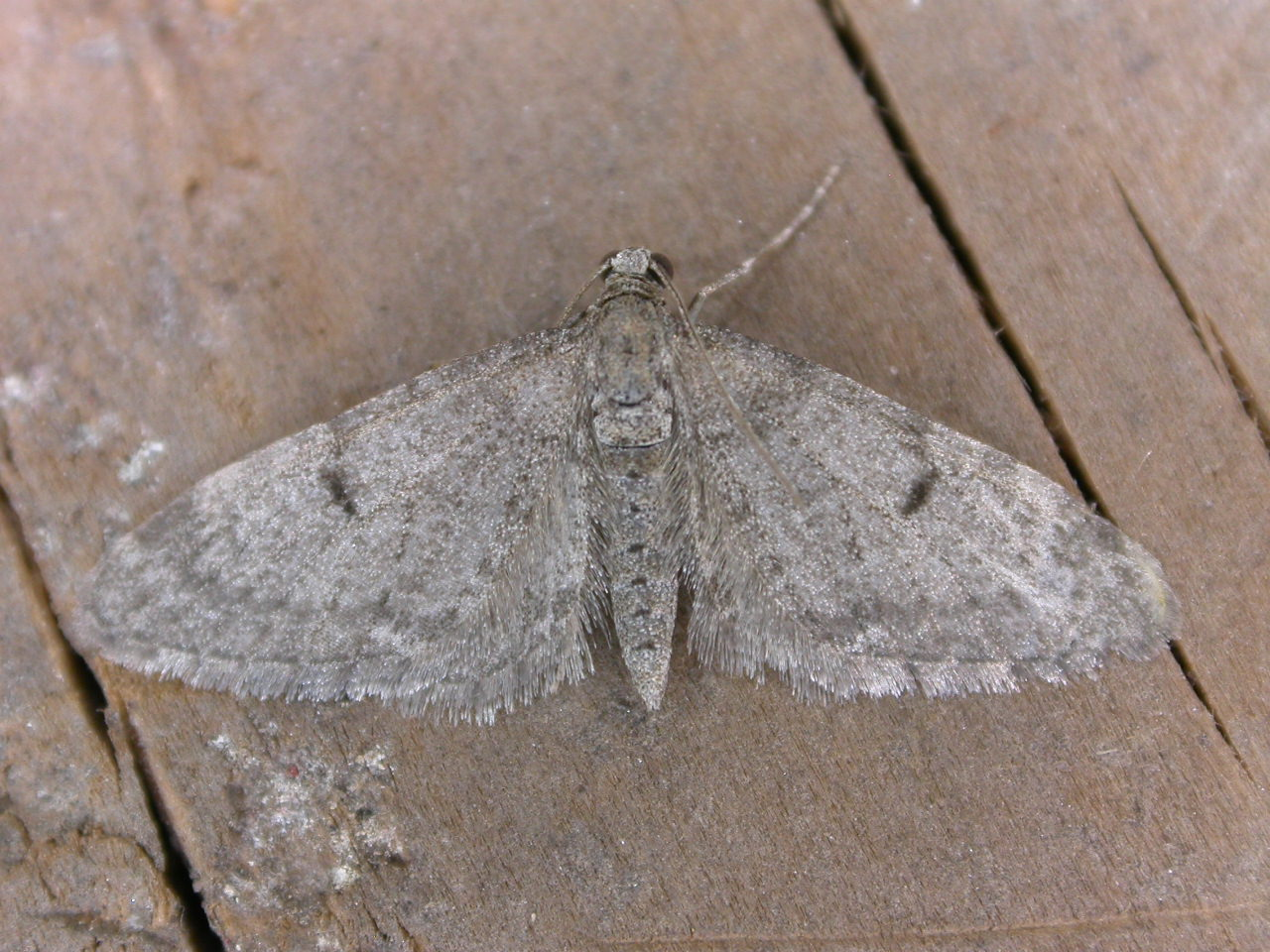
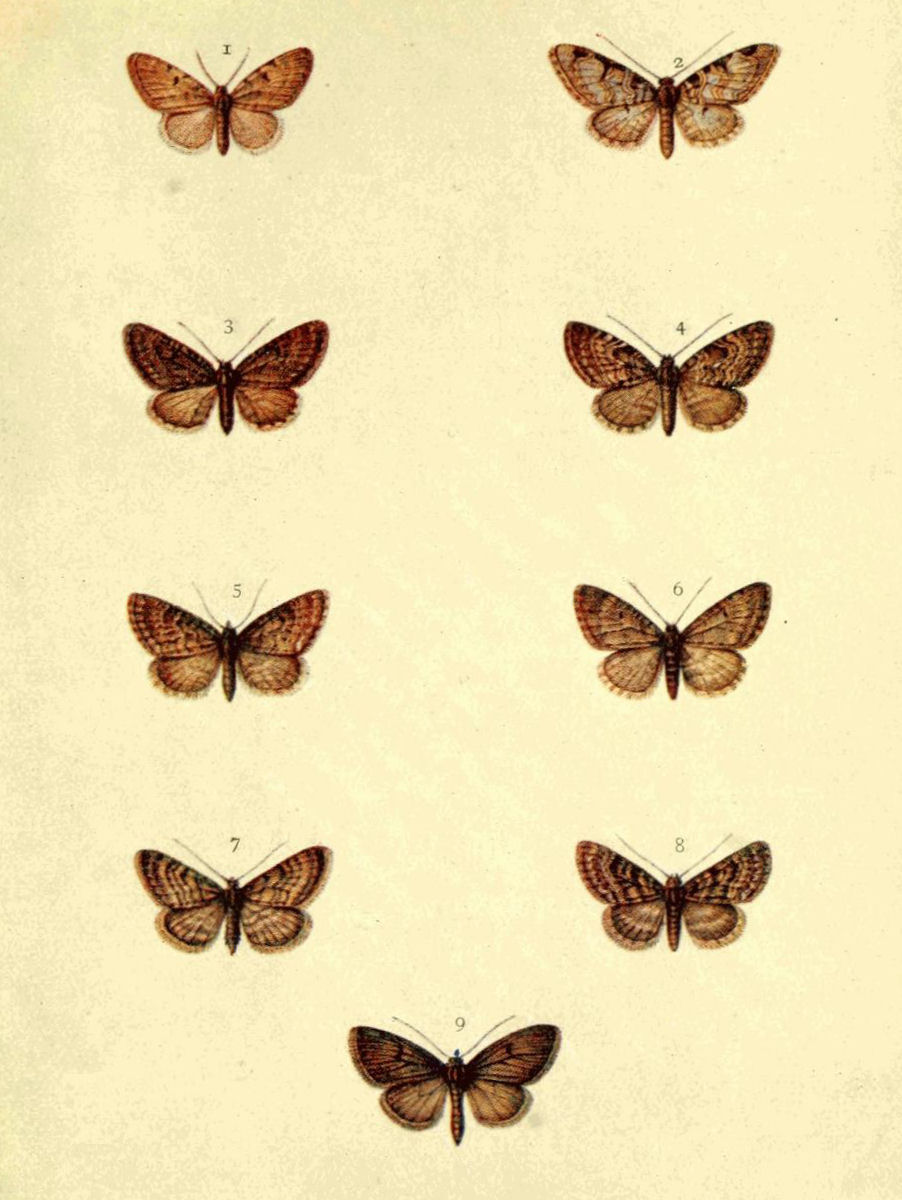